# گاکوتنسوکو

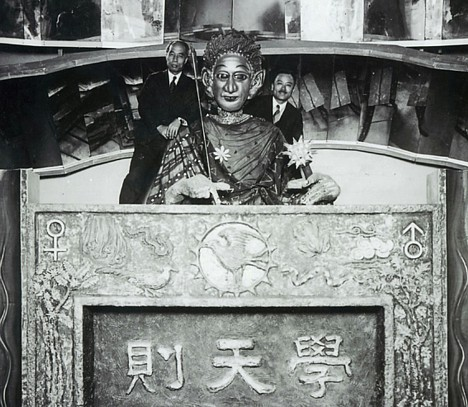
ماکوتو نیشیمورا (سمت چپ گاکوتنسوکو) و یکی از دستیارانش، بوجی ناگائو، در حال عکس گرفتن با ربات

گاکوتنسوکو (學天則، در ژاپنی به معنای «یادگیری از قوانین طبیعت»)، نخستین ربات ساخته‌شده در شرق بود که در اواخر دههٔ ۱۹۲۰ در اوساکا ساخته شد. این ربات توسط زیست‌شناس ماکوتو نیشیمورا (۱۸۸۳–۱۹۵۶، پدر کو نیشیمورا، بازیگر ژاپنی) طراحی و ساخته شد. نیشیمورا به نوان استاد در دانشگاه امپراتوری هوکایدو خدمت کرده بود، پژوهش‌هایی پیرامون ماریمو انجام داده بود و مشاور سردبیر روزنامهٔ اوساکا ماینیچی (با نام کنونی ماینیچی شینبون) بود.

## تاریخچه
نیشیمورا با نگرانی دربارهٔ ایدهٔ ربات‌ها به‌عنوان بردهٔ انسان‌ها، به‌ویژه آن‌طور که در نمایشنامهٔ کارخانه ربات‌سازی روسوم نوشتهٔ کارل چاپک به تصویر کشیده شده‌است، تصمیم گرفت تا نوع دیگری از ربات یا به قول خودش «انسان مصنوعی» را بسازد. رباتی که او قصد ساخت آن را داشت، طبیعت و انسانیت را محترم می‌شمرد و به‌جای یک برده، یک دوست و حتی یک الگوی الهام‌بخش برای مردم می‌بود.
در سال ۱۹۲۶، نیشیمورا از دانشگاه امپراتوری هوکایدو استعفا داد، به اوساکا نقل مکان کرد و با کمک تیم کوچکی از دستیاران، شروع به ساخت ربات خود کرد. او نام ربات خود را گاکوتنسوکو گذاشت. گاکوتنسوکو نخستین بار در سپتامبر ۱۹۲۸ در کیوتو به نمایش درآمد و سال بعد در توکیو، اوساکا و هیروشیما و بعداً در کره و چین نیز در معرض نمایش قرار گرفت. چندی بعد، گاکوتنسوکو ناپدید شد. به‌نظر می‌رسد هیچ سابقه‌ای وجود نداشته باشد که توضیح دهد این ربات چگونه و کجا ناپدید شده‌است.

## شرح
گاکوتنسوکو قادر بود تا حالت چهرهٔ خود را تغییر دهد و سر و دست‌های خود را از طریق یک مکانیزم فشار هوا، حرکت دهد. او یک فلش علامت مشابه یک قلم در دست راست خود، و یک لامپ به نام ریکانتو (靈感燈، در ژاپنی به معنای «نور الهام‌بخش») در دست چپ خود داشت. رباتی به‌شکل پرنده با نام کوکوکیوچو (告曉鳥، در ژاپنی به معنای «پرندهٔ پیام‌آور سپیده‌دم») در بالای سر گاکوتنسوکو قرار داشت. هنگامی که کوکوکیوچو گریه می‌کرد، چشمان گاکوتنسوکو بسته می‌شد و سبک بیانش به حالت متفکرانه درمی‌آمد. وقتی لامپ در دست او می‌درخشید، گاکوتنسوکو شروع به نوشتن کلمات با قلم می‌کرد.
گاکوتنسوکو در تعدادی از نمایشگاه‌ها در ژاپن، نمایشگاه چوسان و یک نمایشگاه دیگر در کره به نمایش گذاشته شد، اما در دههٔ ۱۹۳۰ در خلال سفر خود به آلمان ناپدید شد.

## میراث
سیارکی به ۹۷۸۶ گاکوتنسوکو به نام این ربات نامگذاری شده‌است.
نسخهٔ مدرن گاکوتنسوکو در سال ۲۰۰۸ توسط موزه علوم اوساکا تولید شد و اکنون در همین موزه به نمایش گذاشته شده‌است.

## ارجاعات فرهنگی
- گاکوتنسوکو و خالق آن، ماکوتو نیشیمورا، در رمان تیتو مونوگاتری اثر هیروشی آراماتا و فیلمی بر اساس این رمان ظاهر می‌شوند. در این فیلم نقش ماکوتو را پسر واقعی او کو نیشیمورا ایفا کرده‌است.
- ربات مشابهی به نام هیسوتنسوکو شخصیت اصلی بازی مبارزه‌ای توهو هیسوتنسوکو است و از گاکوتنسوکو الهام گرفته‌است.
- نام سه شخصیت در موراساکیرو دو کوالیا هر کدام بر اساس یکی از سه کانجی در «گاکوتنسوکو» انتخاب شده‌است.